# 전주 추씨
전주 추씨(全州 秋氏)는 전북특별자치도 전주시를 본관으로 하는 한국의 성씨이다.

## 역사
시조 추수경(秋水鏡)은 본래 추계 추씨 사람으로, 명나라에 가서 무강자사를 지내다 조선에서 임진왜란이 일어나자 가족들과 함께 조선에 귀국해 명나라 제독 이여송(李如松)의 부장(副將)으로 참전하여 여러 공을 세운 뒤 전주에 정착했다. 사후에는 전주에 안장되고 완산부원군에 추봉되었다.

## 참고 자료
- “전주추씨(全州秋氏)”. 뿌리를 찾아서.[깨진 링크(과거 내용 찾기)]